# Carlos Ochoa
Carlos José Ochoa (* 14. Dezember 1980 in Caracas) ist ein venezolanischer Radrennfahrer.

## Karriere
Carlos Ochoa wurde 2003 venezolanischer Vizemeister im Zeitfahren. Nachdem er 2006 für ein Jahr beim Team L.P.R. fuhr, schloss er sich 2008 dem Professional Continental Team Serramenti PVC Diquigiovanni an, bei dem er bis 2014 aktiv war. Für diese Mannschaft gewann er die Etappenrennen Vuelta a la Independencia Nacional 2008 und Vuelta a Venezuela 2008 und 2013. Außerdem bestritt er fünfmal den Giro d’Italia, den er viermal beenden konnte. Seine beste Platzierung war Rang 30 im Jahr 2009.

## Erfolge
2003
- Venezolanische Zeitfahrmeisterschaften

2008
- eine Etappe Tour de San Luis
- Gesamtwertung und zwei Etappen Vuelta a la Independencia Nacional
- Gesamtwertung und eine Etappe Vuelta a Venezuela

2011
- Mannschaftszeitfahren Settimana Internazionale

2013
- Gesamtwertung Vuelta a Venezuela

## Teams
- 2006 Team L.P.R.

- 2008 Serramenti PVC Diquigiovanni-Androni Giocattoli
- 2009 Serramenti PVC Diquigiovanni-Androni Giocattoli
- 2010 Androni Giocattoli-Serramenti PVC Diquigiovanni
- 2011 Androni Giocattoli-C.I.P.I
- 2012 Androni Giocattoli-Venezuela
- 2013 Androni Giocattoli-Venezuela
- 2014 Androni Giocattoli-Venezuela